# Kaitawa insulare
Kaitawa insulare (Marples, 1956) è un ragno appartenente alla famiglia Gnaphosidae.
È l'unica specie nota del genere Kaitawa.

## Distribuzione
L'unica specie oggi nota di questo genere è stata rinvenuta nelle isole Three Kings, situate poco a nord della Nuova Zelanda

## Tassonomia
Le caratteristiche di questa specie sono state determinate sulla base delle analisi effettuate sugli esemplari di Chiracanthium insulare Marples, 1956; ha anche alcune caratteristiche che potrebbero farlo attribuire alla famiglia Clubionidae.
Dal 2007 non sono stati esaminati altri esemplari, né sono state descritte sottospecie al 2015.